# کهور آفریقایی
کهور آفریقایی (نام علمی: Prosopis africana) نام یک گونه از سرده کهور است.